# Reuzenbladroller
De reuzenbladroller (Choristoneura hebenstreitella) (Engels: Mountain-ash tortricid) is een nachtvlinder uit de familie van de bladrollers. De spanwijdte van de vlinder bedraagt tussen de 19 en 30 millimeter.
De vlinder komt voor in West- en Centraal-Europa en het Nabije Oosten. De vliegtijd loopt van mei tot en met juli. De rups overwintert en zal in het begin van de lente na zich vol te hebben gegeten verpoppen.
Waardplanten van de rupsen komen onder andere uit de geslachten Betula, Malus, Prunus, Pyrus en Quercus.